# Breña Baja
Breña Baja település Spanyolországban, Santa Cruz de Tenerife tartományban. Breña Baja Breña Alta, El Paso és Villa de Mazo községekkel határos. Lakosainak száma 6112 fő (2024).

## Népesség
A település népessége az elmúlt években az alábbi módon változott:
| Lakosok száma | 4119 | 4186 | 4708 | 5115 | 5492 | 5366 | 5434 | 5690 | 5885 | 6112 |
|               | 2001 | 2004 | 2007 | 2009 | 2012 | 2014 | 2017 | 2019 | 2022 | 2024 |